# ADO Den Haag in het seizoen 2015/16 (vrouwen)
Het seizoen 2015/2016 was het 9e jaar in het bestaan van de Haagse vrouwenvoetbalclub ADO Den Haag. De club kwam uit in de Eredivisie en eindigde op de vierde plaats. Het toernooi om de KNVB beker werd gewonnen nadat in de finale Ajax werd verslagen.

## Wedstrijdstatistieken

### Eredivisie
|       | AFC Ajax | sc Heerenveen | PEC Zwolle | PSV   | SC Telstar | FC Twente |
| ----- | -------- | ------------- | ---------- | ----- | ---------- | --------- |
| Thuis | 1 – 2    | 2 – 0         | 1 – 1      | 5 – 1 | 4 – 3      | 0 – 2     |
| Uit   | 0 – 0    | 1 – 1         | 5 – 5      | 4 – 1 | 3 – 2      | 3 – 1     |
|       |          |               |            |       |            |           |
|       | AFC Ajax | sc Heerenveen | PEC Zwolle | PSV   | SC Telstar | FC Twente |
| Thuis | 0 – 2    | 3 – 0         | 3 – 2      | 2 – 1 | 1 – 2      | 1 – 0     |
| Uit   | 1 – 0    | 0 – 3         | 0 – 4      | 2 – 1 | 0 – 3      | 7 – 1     |

### KNVB beker
| Achtste finale                   | Vv SSS                                                 | `1 – 6 (1 – 2) | ADO Den Haag |  |
| Plaats: Klaaswaal SSS-terrein    | 44' Mandy van der Heiden                               |                | 9' Kirsten Koopmans 22' Pia Rijsdijk 47' Nadine Noordam 64' Lisanne Grimberg 75' Pia Rijsdijk 77' Lisanne Grimberg      |  |
| Kwartfinale                      | RKHVV                                                  | 1 – 6 (1 – 1)  | ADO Den Haag |  |
| Plaats: Huissen De Blauwenburcht | 18' Michelle van der Laan                              |                | 23' Maartje Looijen 53' Kirsten Koopmans 56' Dominique Vugts Dominique Bruinenberg Marthe van Erk Dominique Bruinenberg |  |
| Halve finale                     | ADO Den Haag                                           | 3 – 1 (1 – 1)  | SC Buitenveldert |  |
| Plaats: Den Haag Kyocera Stadion | 16' Kirsten Koopmans 50' Pia Rijsdijk 89' Pia Rijsdijk |                | 35' Lieselotte Weis |  |
| Finale                           | AFC Ajax                                               | 0 – 1 (0 – 1)  | ADO Den Haag |  |
| Plaats: Den Haag Kyocera Stadion |                                                        |                | 42' Lineth Beerensteyn                                                                                                  |  |

## Statistieken ADO Den Haag 2015/2016

### Eindstand ADO Den Haag Vrouwen in de Eredivisie 2015 / 2016
| Stand | Gespeeld | Gewonnen | Gelijk | Verloren | Punten | Doelpunten voor | Doelpunten tegen | Gele kaarten | Rode kaarten |
| ----- | -------- | -------- | ------ | -------- | ------ | --------------- | ---------------- | ------------ | ------------ |
| 4e    | 24       | 10       | 4      | 10       | 34     | 45              | 42               | 20           | 1            |

### Topscorers
| #                | Naam                  | Goal |
| ---------------- | --------------------- | ---- |
| 1.               | Lineth Beerensteyn    | 11   |
| 2.               | Pia Rijsdijk          | 7    |
| 3.               | Kirsten Koopmans      | 6    |
| 4.               | Dominique Bruinenberg | 5    |
| 5.               | Lisanne Grimberg      | 4    |
| 6.               | Dominique Vugts       | 3    |
| 7.               | Maartje Looijen       | 2    |
| 7.               | Nadine Noordam        | 2    |
| 7.               | Yvette van der Veen   | 2    |
| 8.               | Jessie van Leeuwen    | 1    |
| Eigen doelpunten |                       |      |
| 1.               | Onbekend              | 2    |
| Totaal           | Totaal                | 45   |

| #      | Naam               | Goal |
| ------ | ------------------ | ---- |
| 1.     | Pia Rijsdijk       | 4    |
| 2.     | Kirsten Koopmans   | 3    |
| 3.     | Lisanne Grimberg   | 2    |
| 4.     | Lineth Beerensteyn | 1    |
| 4.     | Martha van Erk     | 1    |
| 4.     | Maartje Looijen    | 1    |
| 4.     | Nadine Noordam     | 1    |
| 4.     | Dominique Vugts    | 1    |
| Totaal | Totaal             | 14   |

### Kaarten
| #      | Naam                  |    |
| ------ | --------------------- | -- |
| 1.     | Hélène Heemskerk      | 4  |
| 1.     | Priscilla Mesker      | 4  |
| 2.     | Dominique Bruinenberg | 3  |
| 3.     | Lineth Beeresteyn     | 2  |
| 3.     | Dominique Vugts       | 2  |
| 4.     | Kim Dolstra           | 1  |
| 4.     | Martha van Erk        | 1  |
| 4.     | Kirsten Koopmans      | 1  |
| 4.     | Sharona Tieleman      | 1  |
| 4.     | Michelle Vrieling     | 1  |
| Totaal | Totaal                | 20 |

| #      | Naam        |   |
| ------ | ----------- | - |
| –      | Geen speler | 0 |
| Totaal | Totaal      | 0 |

| #      | Naam            |   |
| ------ | --------------- | - |
| 1.     | Mijke Roelfsema | 1 |
| Totaal | Totaal          | 1 |